# 13.ª etapa de la Vuelta a España 2020
La 13.ª etapa de la Vuelta a España 2020 tuvo lugar el 3 de noviembre de 2020 consistiendo en una contrarreloj individual entre Muros y Mirador de Ézaro (Dumbría) sobre un recorrido de 33,7 km y fue ganada por el esloveno Primož Roglič del equipo Jumbo-Visma, logrando así sumar su cuarto triunfo de etapa y recuperar el liderato.

## Clasificación de la etapa
| \| Clasificación de la etapa \| Clasificación de la etapa \| Clasificación de la etapa \| Clasificación de la etapa \| Clasificación de la etapa \| \| Ciclista \| Ciclista \| Equipo \| Tiempo \| \| \| ------------------------- \| ------------------------- \| ------------------------- \| ------------------------- \| ------------------------- \| \| 1.º \| Primož Roglič \| Jumbo-Visma \| 46 min 39 s \| \| \| 2.º \| William Barta \| CCC Team \| + 1 s \| \| \| 3.º \| Nélson Filippe Oliveira \| Movistar Team \| + 10 s \| \| \| 4.º \| Hugh Carthy \| EF Pro Cycling \| + 25 s \| \| \| 5.º \| Bruno Armirail \| Groupama-FDJ \| + 41 s \| \| \| 6.º \| Mattia Cattaneo \| Deceuninck-Quick Step \| + 46 s \| \| \| 7.º \| Richard Carapaz \| Ineos Grenadiers \| + 49 s \| \| \| 8.º \| Rémi Cavagna \| Deceuninck-Quick Step \| + 58 s \| \| \| 9.º \| David de la Cruz \| UAE Team Emirates \| + 59 s \| \| \| 10.º \| Jasha Sütterlin \| Team Sunweb \| + 1 min 07 s \| \| |                         |                       |              |
| |                         |                       |              |
| Fuente: ProCyclingStats |                         |                       |              |
| Clasificación de la etapa |                         |                       |              |
| Ciclista | Ciclista                | Equipo                | Tiempo       |
| 1.º | Primož Roglič           | Jumbo-Visma           | 46 min 39 s  |
| 2.º | William Barta           | CCC Team              | + 1 s        |
| 3.º | Nélson Filippe Oliveira | Movistar Team         | + 10 s       |
| 4.º | Hugh Carthy             | EF Pro Cycling        | + 25 s       |
| 5.º | Bruno Armirail          | Groupama-FDJ          | + 41 s       |
| 6.º | Mattia Cattaneo         | Deceuninck-Quick Step | + 46 s       |
| 7.º | Richard Carapaz         | Ineos Grenadiers      | + 49 s       |
| 8.º | Rémi Cavagna            | Deceuninck-Quick Step | + 58 s       |
| 9.º | David de la Cruz        | UAE Team Emirates     | + 59 s       |
| 10.º | Jasha Sütterlin         | Team Sunweb           | + 1 min 07 s |

## Clasificaciones al final de la etapa

### Clasificación general
| \| Clasificación general \| Clasificación general \| Clasificación general \| Clasificación general \| Clasificación general \| \| Ciclista \| Ciclista \| Equipo \| Tiempo \| \| \| --------------------- \| --------------------- \| ---------------------- \| --------------------- \| --------------------- \| \| 1.º \| Primož Roglič \| Jumbo-Visma \| 49 h 16 min 16 s \| \| \| 2.º \| Richard Carapaz \| Ineos Grenadiers \| + 39 s \| \| \| 3.º \| Hugh Carthy \| EF Pro Cycling \| + 47 s \| \| \| 4.º \| Daniel Martin \| Israel Start-Up Nation \| + 1 min 42 s \| \| \| 5.º \| Enric Mas \| Movistar Team \| + 3 min 23 s \| \| \| 6.º \| Wout Poels \| Bahrain McLaren \| + 6 min 15 s \| \| \| 7.º \| Felix Großschartner \| Bora-Hansgrohe \| + 7 min 14 s \| \| \| 8.º \| Alejandro Valverde \| Movistar Team \| + 8 min 39 s \| \| \| 9.º \| Aleksandr Vlásov \| Astana \| + 8 min 48 s \| \| \| 10.º \| David de la Cruz \| UAE Team Emirates \| + 9 min 23 s \| \| |                     |                        |                  |
| |                     |                        |                  |
| Fuente: ProCyclingStats |                     |                        |                  |
| Clasificación general |                     |                        |                  |
| Ciclista | Ciclista            | Equipo                 | Tiempo           |
| 1.º | Primož Roglič       | Jumbo-Visma            | 49 h 16 min 16 s |
| 2.º | Richard Carapaz     | Ineos Grenadiers       | + 39 s           |
| 3.º | Hugh Carthy         | EF Pro Cycling         | + 47 s           |
| 4.º | Daniel Martin       | Israel Start-Up Nation | + 1 min 42 s     |
| 5.º | Enric Mas           | Movistar Team          | + 3 min 23 s     |
| 6.º | Wout Poels          | Bahrain McLaren        | + 6 min 15 s     |
| 7.º | Felix Großschartner | Bora-Hansgrohe         | + 7 min 14 s     |
| 8.º | Alejandro Valverde  | Movistar Team          | + 8 min 39 s     |
| 9.º | Aleksandr Vlásov    | Astana                 | + 8 min 48 s     |
| 10.º | David de la Cruz    | UAE Team Emirates      | + 9 min 23 s     |

### Clasificación por puntos
| Clasificación por puntos | Clasificación por puntos | Clasificación por puntos | Clasificación por puntos | Clasificación por puntos |
| Ciclista                 | Ciclista                 | Equipo                   | Puntos                   |                          |
| ------------------------ | ------------------------ | ------------------------ | ------------------------ | ------------------------ |
| 1.º                      | Primož Roglič            | Jumbo-Visma              | 172 pts                  |                          |
| 2.º                      | Richard Carapaz          | Ineos Grenadiers         | 113 pts                  |                          |
| 3.º                      | Daniel Martin            | Israel Start-Up Nation   | 103 pts                  |                          |
| 4.º                      | Hugh Carthy              | EF Pro Cycling           | 89 pts                   |                          |
| 5.º                      | Guillaume Martin         | Cofidis                  | 74 pts                   |                          |
| 6.º                      | Enric Mas                | Movistar Team            | 66 pts                   |                          |
| 7.º                      | Felix Großschartner      | Bora-Hansgrohe           | 60 pts                   |                          |
| 8.º                      | Marc Soler               | Movistar Team            | 57 pts                   |                          |
| 9.º                      | Aleksandr Vlásov         | Astana                   | 57 pts                   |                          |
| 10.º                     | Michael Woods            | EF Pro Cycling           | 52 pts                   |                          |

### Clasificación de la montaña
| Clasificación de la montaña | Clasificación de la montaña | Clasificación de la montaña | Clasificación de la montaña | Clasificación de la montaña |
| Ciclista                    | Ciclista                    | Equipo                      | Puntos                      |                             |
| --------------------------- | --------------------------- | --------------------------- | --------------------------- | --------------------------- |
| 1.º                         | Guillaume Martin            | Cofidis                     | 76 pts                      |                             |
| 2.º                         | Richard Carapaz             | Ineos Grenadiers            | 30 pts                      |                             |
| 3.º                         | Sepp Kuss                   | Jumbo-Visma                 | 27 pts                      |                             |
| 4.º                         | Primož Roglič               | Jumbo-Visma                 | 24 pts                      |                             |
| 5.º                         | Tim Wellens                 | Lotto-Soudal                | 22 pts                      |                             |
| 6.º                         | Hugh Carthy                 | EF Pro Cycling              | 21 pts                      |                             |
| 7.º                         | Daniel Martin               | Israel Start-Up Nation      | 20 pts                      |                             |
| 8.º                         | Aleksandr Vlásov            | Astana                      | 18 pts                      |                             |
| 9.º                         | Michael Storer              | Team Sunweb                 | 17 pts                      |                             |
| 10.º                        | Michael Woods               | EF Pro Cycling              | 16 pts                      |                             |

### Clasificación de los jóvenes
| Clasificación del mejor joven | Clasificación del mejor joven | Clasificación del mejor joven | Clasificación del mejor joven | Clasificación del mejor joven |
| Ciclista                      | Ciclista                      | Equipo                        | Tiempo                        |                               |
| ----------------------------- | ----------------------------- | ----------------------------- | ----------------------------- | ----------------------------- |
| 1.º                           | Enric Mas                     | Movistar Team                 | 49 h 19 min 39 s              |                               |
| 2.º                           | Aleksandr Vlásov              | Astana                        | + 5 min 25 s                  |                               |
| 3.º                           | David Gaudu                   | Groupama-FDJ                  | + 7 min 22 s                  |                               |
| 4.º                           | Georg Zimmermann              | CCC Team                      | + 35 min 17 s                 |                               |
| 5.º                           | William Barta                 | CCC Team                      | + 40 min 48 s                 |                               |
| 6.º                           | Gino Mäder                    | NTT Pro Cycling               | + 42 min 21 s                 |                               |
| 7.º                           | Kobe Goossens                 | Lotto-Soudal                  | + 42 min 32 s                 |                               |
| 8.º                           | Clément Champoussin           | AG2R La Mondiale              | + 1 h 09 min 48 s             |                               |
| 9.º                           | Andrea Bagioli                | Deceuninck-Quick Step         | + 1 h 13 min 15 s             |                               |
| 10.º                          | Juan Pedro López              | Trek-Segafredo                | + 1 h 17 min 28 s             |                               |

### Clasificación por equipos
| Clasificación por equipos | Clasificación por equipos | Clasificación por equipos | Clasificación por equipos |
| Equipo                    | Equipo                    | Tiempo                    |                           |
| ------------------------- | ------------------------- | ------------------------- | ------------------------- |
| 1.º                       | Movistar Team             | 148 h 09 min 15 s         |                           |
| 2.º                       | Jumbo-Visma               | + 3 min 50 s              |                           |
| 3.º                       | Astana                    | + 33 min 52 s             |                           |
| 4.º                       | UAE Team Emirates         | + 50 min 29 s             |                           |
| 5.º                       | Mitchelton-Scott          | + 54 min 40 s             |                           |
| 6.º                       | Cofidis                   | + 1 h 19 min 16 s         |                           |
| 7.º                       | Ineos Grenadiers          | + 1 h 53 min 15 s         |                           |
| 8.º                       | Groupama-FDJ              | + 2 h 15 min 33 s         |                           |
| 9.º                       | CCC Team                  | + 2 h 20 min 19 s         |                           |
| 10.º                      | EF Pro Cycling            | + 2 h 27 min 41 s         |                           |

## Abandonos
Ninguno.